# No Good Deed (2002)
No Good Deed is een Amerikaanse misdaadfilm uit 2002 onder regie van Bob Rafelson.

## Verhaal
Rechercheur Jack Friar is op zoek naar een vermiste tiener, als hij toevallig op het spoor komt van een bende criminelen, die een bankroof wil plegen. Hij wordt uit voorzorg gegijzeld door de bende. Tijdens de overval wordt Jack bewaakt door Erin, de mooie, manipulatieve vriendin van de bendeleider. Er ontstaat al vlug een band tussen hen beiden.

## Rolverdeling
| Acteur              | Personage               |
| ------------------- | ----------------------- |
| Samuel L. Jackson   | Jack Friar              |
| Milla Jovovich      | Erin                    |
| Stellan Skarsgård   | Tyrone                  |
| Doug Hutchison      | Hoop                    |
| Joss Ackland        | Mijnheer Quarre         |
| Grace Zabriskie     | Mevrouw Quarre          |
| Jonathan Higgins    | David Brewster          |
| Shannon Lawson      | Amy                     |
| Robert Welch        | Willy                   |
| Francis X. McCarthy | Bankdirecteur           |
| Noel Burton         | Mijnheer Leeds          |
| Roberto Blizzard    | Tuinier                 |
| Shawn Roberts       | Voorbijganger           |
| Terence Bowman      | Postbode                |
| Robert Brewster     | Eigenaar van frietkraam |